# Saliha Scheinhardt

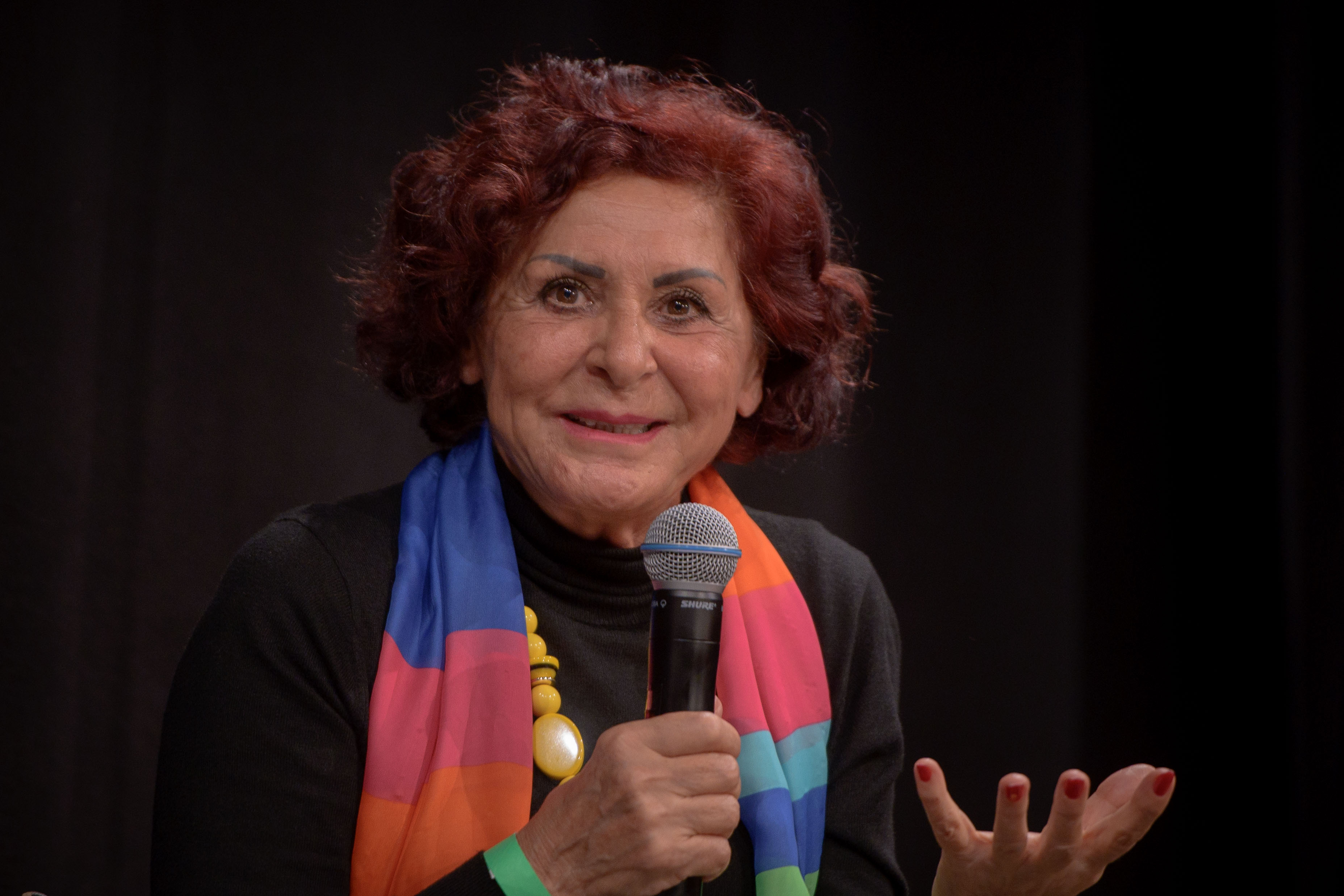
Saliha Scheinhardt, 2021

Saliha Scheinhardt (* 23. April 1946 in Konya, Türkei) ist eine türkisch-deutsche Schriftstellerin.

## Leben
Saliha Scheinhardt entstammt einer streng muslimischen Familie
und wuchs in Anatolien auf. 1967 kam sie mit ihrem Verlobten, dem deutschen Theologiestudenten Hartwig Scheinhardt, nach Bremen, wo 1968 die standesamtliche Heirat erfolgte. Saliha Scheinhardt arbeitete anfangs in der Textilindustrie, als Kellnerin und Stewardess. Nachdem sie auf dem Zweiten Bildungsweg die Hochschulreife erlangt hatte, absolvierte sie ab 1971 ein Lehramtsstudium an der Pädagogischen Hochschule Göttingen. Von 1975 bis 1978 war sie als Hauptschullehrerin tätig; von 1978 bis 1981 wirkte sie als wissenschaftliche Mitarbeiterin an einem Forschungsprojekt der Pädagogischen Hochschule Neuss über türkische Arbeiterfamilien mit. 1982 wurde ihre Ehe geschieden. 1985 promovierte sie mit einer islamkundlichen Arbeit an der Pädagogischen Hochschule Karlsruhe zum Doktor der Philosophie. In den folgenden Jahren veröffentlichte Scheinhardt zahlreiche Beiträge zur Lage der türkischen Frauen in der Bundesrepublik Deutschland; daneben trat sie auch mit erzählerischen Werken hervor. Saliha Scheinhardt lebt heute teilweise in Offenbach am Main, teilweise an der türkischen Ägäis.
Saliha Scheinhardt ist Mitglied des Verbandes Deutscher Schriftsteller. Sie erhielt u. a. 1985 das Stadtschreiberamt der Stadt Offenbach am Main, 1993 den Alfred-Müller-Felsenburg-Preis sowie 1995 die Friedens-Silbermedaille der Stadt Seligenstadt.

## Werke
- Frauen, die sterben, ohne daß sie gelebt hätten, Berlin 1983
- Drei Zypressen, Berlin 1984
- Und die Frauen weinten Blut, Berlin 1985
- Die religiöse Lage in der Türkei, Berlin 1986
- Träne für Träne werde ich heimzahlen (illustriert von Mehmet Güler), Reinbek bei Hamburg 1987
- Von der Erde bis zum Himmel Liebe, Frankfurt am Main [u. a.] 1988
- Liebe, meine Gier, die mich frißt, Köln 1992
- Sie zerrissen die Nacht, Freiburg im Breisgau [u. a.] 1993
- Die Stadt und das Mädchen, Freiburg im Breisgau [u. a.] 1993
- Mondscheinspiele, Frankfurt a. M. 1996
- Lebensstürme, Frankfurt a. M. 2000
- Töchter des Euphrat, Frankfurt am Main 2005
- Schmerzensklänge, Frankfurt am Main 2008